# 細川家住宅 (奈良市)
細川家住宅（ほそかわけじゅうたく）は、奈良県奈良市南城戸町にある歴史的建造物。町家。奈良県指定有形文化財。

## 歴史
文化・文政年間の祈祷札があることより、19世紀初期の建築とみられる。
細川家は江戸時代から昭和35年頃まで、和ろうそくの製造を生業としていた。
1970年（昭和45年）3月24日、奈良県指定有形文化財に指定された。

## 構造
一部2階の切妻造段違、桟瓦葺で、前面及び背面の一部に庇が付く。
桁行10.6メートル、梁間11.5メートル。
表構えは、出入り口を揚戸（あげど）、入り口両脇の上半分を蔀戸（しとみど）、下半分を揚みせ（ぱったり床几）としている。北側の落棟部には太格子が入っている。

## 交通アクセス
近鉄奈良駅4番出口より南へ徒歩10分・JR奈良駅から東南に徒歩15分。